# Milan Gajić (calciatore 1986)
Milan Gajić (in serbo Mилaн Гajић?; Kruševac, 17 novembre 1986) è un calciatore serbo, centrocampista del Vaduz.

## Carriera
Cresce nel Napredak Krusevac, squadra della sua città, con la quale gioca per alcuni anni nella seconda serie serba e poi nel massimo campionato. Nel 2007 viene ceduto in prestito ai portoghesi del Boavista.
Nel 2008 passa agli svizzeri del Lucerna con i quali gioca per una stagione. L'anno successivo si trasferisce allo Zurigo, con cui gioca anche la UEFA Champions League ed il 9 dicembre 2009 segna una rete contro il Milan nella gara poi finita 1-1.
Nel gennaio 2011 passa in prestito al Grasshoppers, per poi ritornare allo Zurigo. Nel 2013 si trasferisce allo Young Boys.

## Palmarès

### Club

#### Competizioni nazionali
- Coppa del Liechtenstein: 5

Vaduz: 2017-2018, 2018-2019, 2021-2022, 2022-2023, 2023-2024